# أميت شانكار
أميت شانكار (بالهندية: अमित शंकर؛ بالإنجليزية: Amit Shankar) هو مؤلف هندي، ولد في 15 نوفمبر 1973 في الله أباد في الهند.